# Vicente Ascone
Vicente Ascone  (Siderno, Italia, 16 de agosto de 1897-Montevideo, 15 de febrero de 1979) fue un compositor, trompetista y profesor de música. Su formación musical y toda su labor artística transcurrieron en Uruguay. Compuso la música de la primera ópera uruguaya (Paraná Guazú, estrenada en 1930) y del primer ballet uruguayo (Nocturno nativo, estrenado en 1935).

## Biografía
Nació en 1897 en Siderno, Calabria. Sus padres Francisco José Ascone y María Pedullá, ambos con formación musical, emigraron a Uruguay cuando aún era un niño. Inició su formación musical en Montevideo con Aquiles Gubitosi en solfeo y trompeta y Luis Sambucetti en armonía y composición.
Integró como trompetista la Orquesta Sinfónica del Sodre (OSSODRE) desde su fundación en 1931. Como solista fue dirigido por Ernest Ansermet, Fritz Busch, Lamberto Baldi, Carlos Kleiber, Ottorino Respighi, Vicente Pablo, Carlos Correa Luna, Virgilio, Scarabelli, entre otros. Fue dirigido por Toscanini, con motivo de la visita de la Orquesta Sinfónica de la NBC.
En 1926 comenzó su carrera como compositor y su primera obra fue Preludio y Marcha de los Brahamines. En 1930 se estrenó su ópera Paraná Guazú, la primera ópera uruguaya, con motivo del centenario de la Jura de la Constitución. El libreto estuvo a cargo de Humberto Zarrilli.
Si bien su formación fue clásica, se destacó como compositor folclórico de raíces americanas. En 1931 participó de la fundación de la Orquesta Sinfónica del Sodre (OSSODRE).
Compuso la música de Nocturno nativo, el primer ballet uruguayo, con libreto de Víctor Pérez Petit y coreografía de Alberto Pouyanne. Fue estrenado el 23 de noviembre de 1935 en el Estudio Auditorio del Sodre,  con la OSSODRE dirigida por Lamberto Baldi.
Fue autor de temas dirigidos al público infantil y director de coros. Musicalizó textos de Fernán Silva Valdés, Emilio Oribe, Manuel de Castro, Ildefonso Pereda Valdés y Esther de Cáceres, entre otros.
Se radicó en Venezuela en 1938, tras aceptar una invitación del gobierno de ese país para organizar en Caracas la enseñanza de la música coral a través de las Escuelas Experimentales. También allí compuso Venezuela, un libro de canciones escolares en colaboración con Sabas Olaizola, quien ocupaba el cargo de director de dichas escuelas. Este libro fue adquirido por el gobierno venezolano.
Entre 1940 y 1954 fue director estable de la banda municipal de Montevideo y en algunas ocasiones dirigió a la Ossodre y la sinfónica municipal. Dictó clases de armonía en el Instituto «Verdi», de instrumentos de viento y de percusión en la escuela municipal de música, además de encabezar su cátedra de armonía. Fue el primer director de esta escuela, fundada en 1940 e inaugurada el 1 de mayo de 1941.
Obtuvo varios reconocimientos como el primer premio del Ministerio de Instrucción Pública (1927, 1945, 1959), el primer premio Nacional de Música (1930), el premio Nacional de Composición (1931) por su obra Farsa Sentimental y Grotesca, el premio Sodre (1932), el premio Remuneración Artística (1932, 1939) y el primer premio del Teatro Colón de Buenos Aires (1950).
Falleció en Montevideo, a los 81 años. En su homenaje lleva la escuela municipal de música lleva el nombre de Escuela de Música Vicente Ascone.

## Obras destacadas
- Preludio y Marcha de los Brahamines (1924)[2]
- Farsa sentimental y grotesca (1.er premio del Ministerio de Instrucción Pública, 1927)
- Suite Uruguaya
- Paraná Guazú (ópera nacional en 4 actos, premiada su partitura con el 1.er Premio Nacional de Música)
- Nocturno Nativo (1.er ballet nacional" sobre poema de Víctor Pérez Petit. Premio a la Remuneración Artística, 1932)
- Salmo de David (para solista, coro e instrumentos de viento y percusión)
- Tres ballets infantiles sobre parábolas de Rodó (1934)
- Gesta de la Emancipación (sobre poema de Humberto Zarrilli, 1936)
- 20 poemas de América (libro de cantos escolares aprobados por el Consejo de Educación Primaria y Normal)
- Venezuela (libro de canciones en colaboración con Sabas Olaizola)
- El Payador (ballet sobre libreto de Fernán Silva Valdés. Premio a la Remuneración Artística. 1939)
- Acentos de América (suite sinfónica)
- Rapsodia criolla para piano y orquesta (1944)
- Primera sinfonía (1948)
- Santos Vega (Medalla de Oro y diploma de parte de La Casa del Teatro por mejor música de escena adaptada a obra de autor nacional, 1953)
- Sinfonía del Río (premio del Ministerio de Instrucción Pública, 1964)